# Rada Praw Człowieka Organizacji Narodów Zjednoczonych

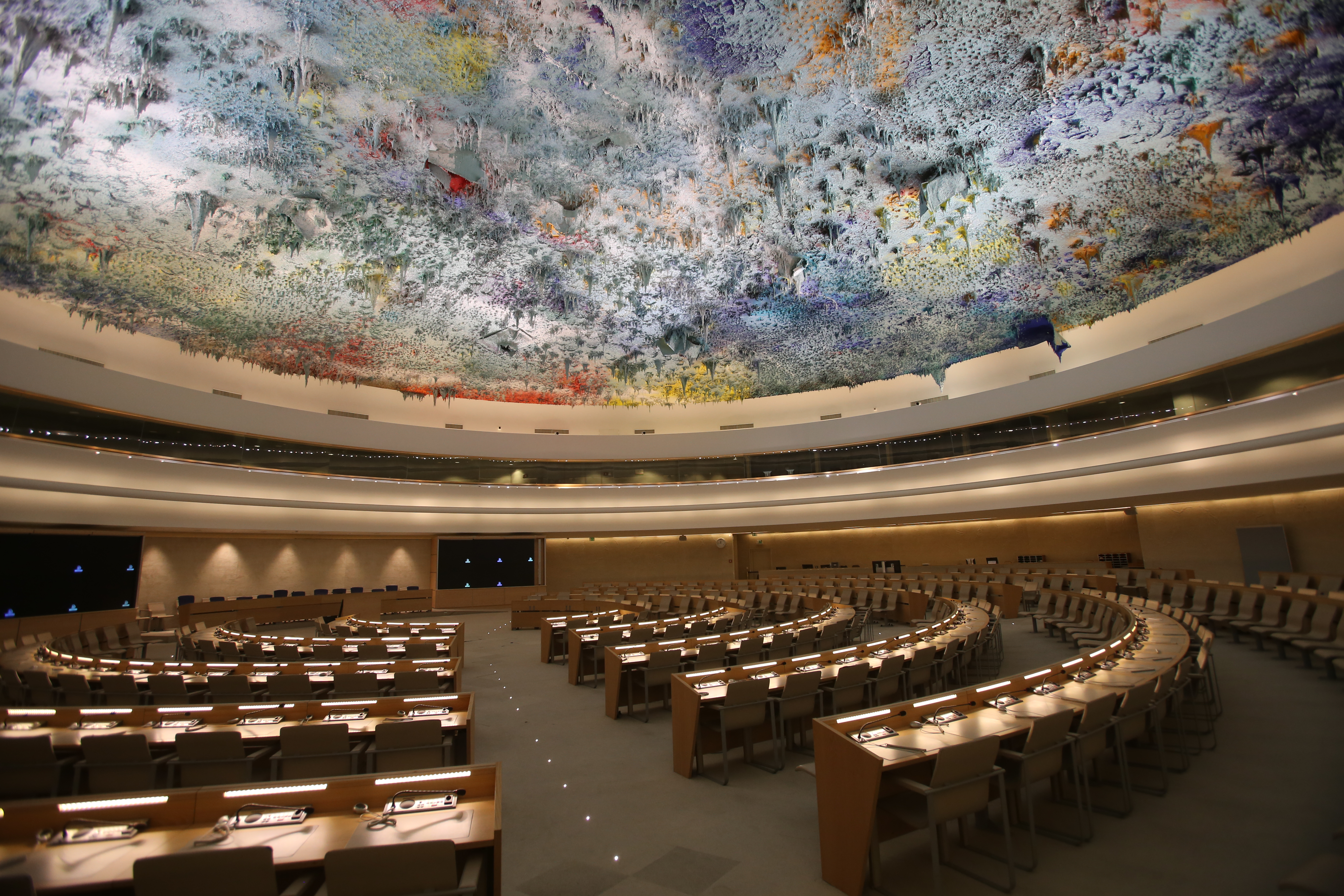
Sala obrad Rady Praw Człowieka ONZ

Rada Praw Człowieka Organizacji Narodów Zjednoczonych (ang. United Nations Human Rights Council) – organ pomocniczy Zgromadzenia Ogólnego ONZ działający od 2006 roku, na podstawie rezolucji nr 60/251 Zgromadzenia Ogólnego ONZ z 15 marca 2006. Zastąpiła Komisję Praw Człowieka ONZ, przejmując większość jej funkcji. Miało to służyć głównie poprawie efektywności działania tego organu. Jej siedziba znajduje się w Genewie. Sekretariatem Rady jest biuro wysokiego komisarza Narodów Zjednoczonych do spraw praw człowieka.

## Kompetencje i zadania
Jej głównym celem, podobnie jak poprzedniczki, jest promowanie poszanowania praw człowieka oraz podstawowych wolności. Jest to swoiste forum dialogu i współpracy.
Organ ten koncentruje się na pomocy państwom członkowskim w wywiązywaniu się z zobowiązań ochrony praw człowieka, poprzez dialog, budowę struktur instytucjonalnych i pomoc techniczną. Zadania te realizuje we współpracy z rządami państw, organizacjami regionalnymi, instytucjami państwowymi i organizacjami pozarządowymi zajmującymi się prawami człowieka. W ramach swych kompetencji Rada przedkłada również rekomendacje na forum Zgromadzenia Ogólnego ONZ, dotyczące dalszego rozwoju prawa międzynarodowego w zakresie praw człowieka.
Jednym z głównych zadań Rady jest reagowanie na pojawiające się na świecie naruszenia praw człowieka. W takich sytuacjach może ona kierować pytania i zalecenia do państw łamiących prawo. Rada przejęła w tym zakresie także mechanizmy ochronne Komisji Praw Człowieka, takie jak procedury specjalne (tzw. mandaty krajowe i tematyczne) czy poufna procedura skargowa (ang. Complaint Procedure). Prace w ramach poszczególnych procedur i innych kompetencji Rady opierają się na tzw. grupach roboczych (ang. Working Groups) zajmujących się wybranymi, przekazanymi im zagadnieniami. Nowym mechanizmem ochronnym jest tzw. powszechny przegląd okresowy (ang. Universal Periodic Review) służący kontroli przestrzegania praw człowieka w poszczególnych krajach. Mechanizmowi temu podlegają wszystkie państwa członkowskie ONZ. Ponadto, raz do roku, Rada składa sprawozdanie ze swej działalności Zgromadzeniu Ogólnemu ONZ.
W ramach Rady powołano także do życia Komitet Doradców (ang. Advisory Committee) – grupę 18 ekspertów stanowiących jej swoiste zaplecze intelektualne, której celem jest badanie wybranych przez Radę zagadnień z zakresu praw człowieka i proponowanie odpowiednich rozwiązań. Swoją misję Komitet realizuje we współpracy z rządami państw, instytucjami krajowymi i organizacjami pozarządowymi.

## Skład
Członkostwo w Radzie otwarte jest dla wszystkich państw – członków ONZ. Organ ten składa się z 47 członków, wybieranych w głosowaniu tajnym, bezwzględną większością głosów Zgromadzenia Ogólnego ONZ. Członkowie ci powinni wykazywać się osiągnięciami w dziedzinie promocji i ochrony praw człowieka, utrzymywać w tym zakresie najwyższe standardy, w pełni współpracować z Radą oraz poddać się w czasie kadencji okresowemu przeglądowi praw człowieka. Dotychczas nie stworzono wiążącej procedury weryfikacji spełniania tych kryteriów przez kandydatów, co jest przedmiotem krytyki ze strony niektórych państw. Podział mandatów jest oparty na kluczu geograficznym, według którego z poszczególnych regionów świata musi pochodzić określona liczba państw. Podział ten wygląda następująco: z rejonu Afryki – 13 państw, Azji – 13 państw, Ameryki Łacińskiej i Karaibów – 8 państw, Europy Wschodniej – 6 państw oraz Europy Zachodniej i reszty świata – 7 państw. Osoby zasiadające w Radzie działają w imieniu swoich państw, formalnie nie są więc to osoby bezstronne i niezawisłe (co także bywa przedmiotem krytyki sugerującej upolitycznienie tego organu).
| Kadencja  | Afryka (13)                                         | Azja i Pacyfik (13)                                                 | Europa Wschodnia (6) | Ameryka Łacińska i Karaiby (8)  | Europa Zachodnia i pozostałe kraje (7)     |
| --------- | --------------------------------------------------- | ------------------------------------------------------------------- | -------------------- | ------------------------------- | ------------------------------------------ |
| 2020–2022 | Libia · Mauretania · Sudan · Namibia                | Indonezja · Japonia · Wyspy Marshalla · Korea Południowa            | Armenia · Polska     | Brazylia · Wenezuela            | Niemcy · Holandia                          |
| 2021–2023 | Wybrzeże Kości Słoniowej · Gabon · Malawi · Senegal | Chiny · Nepal · Pakistan · Uzbekistan                               | Ukraina              | Boliwia · Kuba · Meksyk         | Francja · Wielka Brytania                  |
| 2022–2024 | Benin · Kamerun · Erytrea · Gambia · Somalia        | Indie · Kazachstan · Malezja · Katar · Zjednoczone Emiraty Arabskie | Litwa · Czarnogóra   | Argentyna · Honduras · Paragwaj | Finlandia · Luksemburg · Stany Zjednoczone |

W przypadku poważnych i regularnych naruszeń praw człowieka możliwe jest zawieszenie państwa – członka Rady w jego prawach większością 2/3 głosów Zgromadzenia Ogólnego ONZ. Decyzję taką podjęto wobec Rosji, która została zawieszona w prawach członka 7 kwietnia 2022.

## Kadencja
Kadencja Rady trwa 3 lata, przy czym każdego roku odnawiana jest 1/3 jej składu. Państwo może zasiadać w Radzie maksymalnie przez dwie bezpośrednio po sobie następujące kadencje. Rada powinna w ciągu roku odbywać nie mniej niż 3 sesje (sesje zwyczajne), których łączna długość powinna wynosić nie mniej niż 10 tygodni. Na prośbę członka Rady, przy poparciu 1/3 jej składu, możliwe jest też zwołanie tzw. sesji nadzwyczajnej.
Pierwsze wybory do tego organu odbyły się w maju 2006 roku, a pierwsze posiedzenie – miesiąc później, w czerwcu. Początkowo udziału w pracach Rady odmówiły Stany Zjednoczone, które były przeciwne jej powołaniu, wskazując, że organ ten będzie równie upolityczniony i nieskuteczny, co wcześniejsza Komisja Praw Człowieka. Jednak po dojściu do władzy Baracka Obamy także USA wyraziły chęć członkostwa i zgłosiły swą kandydaturę.
Polska po raz pierwszy była członkiem tego organu w 2007 roku. W roku 2010 Polskę ponownie wybrano do składu Rady – na kadencję w latach 2011–2013. W 2013 funkcję przewodniczącego tego organu pełnił Polak – Remigiusz Henczel.